# Салат из крабовых палочек
Салат из крабовых палочек (также: Салат с крабовыми палочками, Крабовый салат) — салат, одним из основных ингредиентов которого являются крабовые палочки. Другими ингредиентами классического рецепта являются варёные яйца, консервированная кукуруза и майонез. Также часто встречается рис, свежий огурец. Другие популярные ингредиенты: зелёный или репчатый лук, сыр, зелёный горошек. Реже встречаются капуста, морковь (корейская), сладкий перец, помидоры, грибы. Подаётся холодным.
Салат из крабовых палочек мало известен за пределами стран бывшего СССР. Популярен в России и странах СНГ. Часто подаётся на праздничный стол.
Предтечей салата из крабовых палочек можно считать американский крабовый салат Краб Луи. Его начали готовить на Западном побережье США в XIX веке из крабового мяса, майонеза (майонезного соуса) и варёных яиц. Позже рецепт был дополнен и другими ингредиентами.
Крабовый салат с мясом краба в СССР впервые появился в «Книге о вкусной и здоровой пище», издании 1952 года. И если до Второй мировой войны в СССР употребление крабов в пищу пропагандировалось, то в период «застоя» баночки с консервированным крабом почти исчезли с прилавков. Соответственно, крабовый салат стал деликатесом, доступным далеко не каждой семье.
Ситуация изменилась с появлением недорогих крабовых палочек как заменителя крабового мяса. Первыми в СССР их стал выпускать мурманский завод «Протеин» в 1984 году. Фактически это было японское сурими из рыбного фарша. Популярность крабовых палочек на просторах СНГ быстро выросла, и простые рецепты с этим оригинальным продуктом стали довольно востребованными. Консервированная кукуруза, которая появилась в широкой продаже в 1990-е годы, недорогой и сытный майонез в качестве соуса, варёные яйца и рис. Вскоре этот набор ингредиентов лёг в основу самого популярного рецепта салата с крабовыми палочками.